# Herb Cedyni
Herb Cedyni – jeden z symboli miasta Cedynia i gminy Cedynia w postaci herbu.

## Wygląd i symbolika
Herb przedstawia na srebrnej tarczy dwudzielnej w słup; w polu heraldycznie prawym znajduje się pół czerwonego orła brandeburskiego ze złotymi szponami i dziobem, w polu lewym pół czerwonego koła z pięcioma szprychami
Pół orła pochodzi z godła Askańczyków, władców Brandenburgii, w tym i Nowej Marchii, w okresie do 1320 roku. Czerwone koło pochodzi z herbu rodu von Jagow.

## Historia
Wizerunek herbowy występuje na pieczęciach miejskich od XIV wieku